# Peter Heiter
Peter Heiter (* 25. Mai 1943 in Görlitz; † 19. September 2020 in Nordhausen) war ein deutscher Politiker (SED) und von 1985 bis 1990 Oberbürgermeister der Stadt Nordhausen am Harz.

## Leben
Peter Heiters Vater war Kaufmann und stammte aus Nordhausen. Nach der Flucht vor der Roten Armee kam die Familie 1945 nach Wansleben am See und zog 1956 nach Nordhausen. Peter Heiter machte eine Ausbildung zum Baumaschinisten.
1963 trat er in die SED ein. Nach drei Jahren bei der NVA arbeitete Heiter ab 1966 in der Organisationsabteilung des Rates des Kreises. 1971 wurde er persönlicher Referent des Vorsitzenden des Rates und war von 1982 bis 1985 Abteilungsleiter Wirtschaftspolitik der SED-Kreisleitung.
Am 1. April 1985 bestimmte die Stadtverordnetenversammlung Peter Heiter zum Bürgermeister und Nachfolger von Herbert Otto. Nach dem Fall der Mauer nahm er am Runden Tisch teil und war Mitinitiator der Wochenzeitung „Nordhäuser Kurier“. Am 17. Januar 1990 wurde Peter Heiter auf eigene Bitte von seiner Funktion als Bürgermeister entbunden. Er erklärte, er würde persönliche Verantwortung für fehlerhafte Entscheidungen im kommunalen Bereich übernehmen. Seine Amtsgeschäfte führte Olaf Dittmann (NDPD) bis zur Kommunalwahl weiter. Im selben Jahr wurde Heiter zum Amtsleiter im Bauamt des Landratsamtes berufen und wirkte hier bis 1992. 1993 machte Heiter sich als Finanz- und Versicherungsmakler selbständig, wurde Geschäftsführer einer Baufirma und arbeitete zuletzt als Leiter eines Asylbewerberheims. 2007 ging er in den Ruhestand.
Peter Heiter war seit 1964 verheiratet und hatte eine Tochter und einen Sohn.